# Georg E. Becker
Georg Eberhard Becker (* 12. Dezember 1937 in Berlin) ist ein deutscher Erziehungswissenschaftler.

## Leben
Georg Eberhard Becker ist Sohn von Elisabeth Becker, geborene Hantke, und des Verwaltungsdirektors Karl Becker. Seine Kindheit wurde vom Zweiten Weltkrieg geprägt. Als Kind erlebte er die Bombennächte in Berlin, die Landverschickung, die Evakuierung nach Ostpreußen, Flucht vor der Roten Armee, Jahre in der sowjetischen Besatzungszone sowie die Übersiedlung nach Herzberg am Harz.
Im Jahr 1954 erwarb er die Mittlere Reife in Herzberg am Harz; von 1955 bis 1956 durchlief er eine Forstlehre im Bramwald im Weserbergland. Von 1957 bis 1958 besuchte er die niedersächsische Forstfachschule im Schloss Düsterntal bei Alfeld an der Leine. Dort legte er die Erste Forstliche Fachprüfung (Fachabitur) ab und wurde anschließend zum Revierförsteranwärter ernannt.
1958 erfolgte die Einberufung zur Bundeswehr. Seine Wehrpflicht leistete er 1959–1960 bei den Gebirgsjägern in Bad Reichenhall ab und verließ die Bundeswehr als Leutnant der Reserve.
Von 1960 bis 1962 studierte er am Pädagogischen Institut Heidelberg und legte die Erste Prüfung für das Lehramt an Volksschulen ab. 1964 folgte die Zweite Dienstprüfung. In seiner Examensarbeit befasste er sich mit der Deutschen Landerziehungsheimbewegung, insbesondere mit der Odenwaldschule in Oberhambach, wo er im Archiv Deutscher Landerziehungsheime arbeitete.
Von 1962 bis 1966 war er als Grund- und Hauptschullehrer in Helmlingen/Südbaden tätig. 1966 wurde er zum Studium der Fächer Geschichte und Englisch an die Pädagogische Hochschule Weingarten abgeordnet. Nach bestandenen Fachgruppenprüfungen wurde er zum Realschullehrer ernannt. Als solcher unterrichtete er von 1966 bis 1969 als an der Pestalozzi Realschule in Freiburg-Haslach.
Von 1968 bis 1972 studierte er berufsbegleitend Erziehungswissenschaft mit Psychologie und Soziologie an den Universitäten Freiburg und Tübingen. 1969 bis 1972 war er als Fachschulrat an der Pädagogischen Hochschule Freiburg tätig mit dem Schwerpunkt „Training des Lehrverhaltens in Kleingruppen mit Fernsehaufzeichnungen“. 1972 wurde er am „Zentrum für Neue Lernverfahren“ an der Universität Tübingen mit dem Thema Optimierung schulischer Gruppenprozesse durch situatives Lehrtraining zum Doktor der Philosophie promoviert. Die Dissertation wurde von Walther Zifreund betreut und 1973 in Heidelberg im Verlag Quelle und Meyer veröffentlicht.
1972 folgte ein Forschungsaufenthalt in den USA, u. a. am Stanford Center for Research and Development in Teaching (SCRDT) zum Studium der Trainingsverfahren in der Lehrerausbildung (Microteaching, Minicourses, Simulation – Discussion – Action – Programs, Performance/Competency-Based Teacher Education). Der Aufenthalt wurde von der Deutschen Forschungsgemeinschaft finanziert.
Im selben Jahr wurde Becker als Dozent für Allgemeine Didaktik/Schulpädagogik an die Pädagogische Hochschule Heidelberg berufen. 1975 wurde er dort zum Professor für Allgemeine Didaktik/Schulpädagogik ernannt. In Heidelberg war er u. a. als Senatsbeauftragter für die schulpraktische Ausbildung aktiv. 1990 wurde er als Professor an die Pädagogische Hochschule Schwäbisch Gmünd berufen. Seine Arbeitsschwerpunkte dort waren:
- Handlungsorientierte Didaktik,
- Konfliktbewältigung im Unterricht,
- Pädagogik gegen Fremdenfeindlichkeit, Rassismus und Gewalt,
- Gründung eines Vereins „Schule für Alle“, Einrichtung einer Schule im Heim für Asylbewerber (gefördert durch die Robert-Bosch-Stiftung).

Er leitete mehrere Forschungsprojekte, darunter: „Training des Lehrverfahrens im Bereich der beruflichen Erwachsenenbildung“ am Forschungszentrum der Stiftung Rehabilitation (gefördert durch die Europäische Union) und „Heimerziehertraining“ (gefördert durch die Bund-Länder-Kommission).
Während seiner Laufbahn hatte er zwei Gastdozenturen: In Finnland hielt er Lehrveranstaltungen für angehende Klassenlehrer an der Abo Akademie in Vaasa und in der Russischen Föderation, Republik Tatarstan, war er an der Kasaner Staatliche Universität als Gastdozent tätig.
2003 wurde er emeritiert.
Georg Eberhard Becker ist evangelisch, war verheiratet mit Antje Hüter-Becker († 2016), lebt in Wilhelmsfeld und hat zwei Töchter (Anne und Katja Becker).

## Veröffentlichungen (Auswahl)
- Optimierung schulischer Gruppenprozesse durch Situatives Lehrtraining. Quelle & Meyer, Heidelberg 1973; zugleich Dissertation, Zentrum für neue Lernverfahren, Universität Tübingen.
- mit B. Clemens-Lodde und K. Köhl: Unterrichtssituationen. 3 Bände. Urban & Schwarzenberg, München 1976. 2., erweiterte Auflage (Unterrichtssituationen. Ein Trainingsbuch für Lehrer und Ausbilder) ebenda 1980.
- Handlungsorientierte Didaktik. Eine auf die Praxis bezogene Theorie. 2. Auflage. Beltz, Weinheim 1995.
- Unterricht planen. Handlungsorientierte Didaktik Teil I. [1984]; 10. Auflage. Beltz, Weinheim 2012.
- Unterricht durchführen. Handlungsorientierte Didaktik Teil II. [1984]; 9., überarbeitete Auflage. Beltz, Weinheim 2008.
- Unterricht auswerten und beurteilen. Handlungsorientierte Didaktik Teil III. Beltz, Weinheim 2007.
- mit B. Kohler: Hausaufgaben kritisch sehen und die Praxis sinnvoll gestalten. Handlungsorientierte Didaktik. 3. Auflage. Beltz, Weinheim 1995.
- mit B. Dietrich und E. Kaier: Konfliktbewältigung im Unterricht. Situationsbeschreibungen und Trainingsunterlagen. 3., ergänzte Auflage. Klinkhardt, Bad Heilbrunn 1982.
- mit H. Stadler: Alltagsprobleme in der Heimerziehung. Klinkhardt, Bad Heilbrunn 1982.
- Lehrer lösen Konflikte. Handlungshilfen für den Schulalltag. 3. Auflage, 1985; 11. Auflage, mit einem Vorwort von Lord Ralf Dahrendorf Handlungsmatrix zur Konfliktanalyse, Beltz, Weinheim 2006.
- Disziplin im Unterricht. Auf dem Weg zu einer zeitgemäßen Autorität. Beltz, Weinheim 2009.
- als Hrsg. mit C. Hartmann-Kurz und U. Nagel: Schule für alle. Die Asylpolitik und ihre Auswirkungen auf Kinder von Asylbewerbern. Beltz, Weinheim 1997.
- als Hrsg. mit Coburn-Staege: Pädagogik gegen Fremdenfeindlichkeit, Rassismus und Gewalt. Mut und Engagement in der Schule. Beltz, Weinheim 1994. Mit einem Beitrag von Ignatz Bubis.
- Bildungsstandards. Ausweg oder Alibi? Beltz, Weinheim 2004.
- Sexualität in der Schule. Sexuelle Freiheit und sexueller Missbrauch – ein schulpädagogisches Problem? Brigg Pädagogik, Augsburg 2011.
- mit Hans Albrecht, Ignaz Bender, Hans Herbert Deissler, Norbert Eitner u. a.: Differenzierte Gesamtschule. In: Bildung in neuer Sicht (= Schriftenreihe des Kultusministeriums, Reihe A. Nr. 15). Haslach, Freiburg 1968.